# Atherigona varia
Atherigona varia är en tvåvingeart som först beskrevs av Johann Wilhelm Meigen 1826.  Atherigona varia ingår i släktet Atherigona och familjen husflugor. Inga underarter finns listade i Catalogue of Life.